# Lilleaker hållplats
Lilleaker är en hållplats vid Lilleakerbanen i Lilleaker, Bydel Ullern, Oslo. Den blev öppnad som slutstation på Lilleakerbanen 1919, när den byggdes som en förlängning av Skøyenlinjen. Innan linjen utvidgades till Jar 1924 hade hållplatsen namnet Øraker.
I februari 2009 blev sträckan mellan Lilleaker och Jar stängt på grund av uppgradering av Kolsåsbanen. Sträckan återinvigdes igen den 1 december 2010.